# NGC 6094
NGC 6094 is een lensvormig sterrenstelsel in het sterrenbeeld Kleine Beer. Het hemelobject werd op 16 maart 1785 ontdekt door de Duits-Britse astronoom William Herschel.

## Synoniemen
- UGC 10228
- MCG 12-15-52
- ZWG 338.45
- NPM1G +72.0141
- PGC 57167